# 3949 Mach
3949 Mach è un asteroide della fascia principale. Scoperto nel 1985, presenta un'orbita caratterizzata da un semiasse maggiore pari a 2,2082431 UA e da un'eccentricità di 0,0326425, inclinata di 3,77761° rispetto all'eclittica.